# Burkelsbach
Der Burkelsbach ist ein linker Zufluss der Ruwer im Landkreis Trier-Saarburg, Rheinland-Pfalz, Deutschland.
Er hat eine Länge von 5,28 Kilometern und ein Wassereinzugsgebiet von 18,867 Quadratkilometern.
Linke Zuflüsse sind der Aalbach und der Winkelbach.
Der Bach entspringt an der Hunsrückhöhenstraße bei Waldweiler, fließt durch Waldweiler und durch Mandern und mündet nordwestlich von Unterstemühle in die Ruwer.